# Wolfgang Seguin
Wolfgang Seguin (* 14. září 1946, Burg) je bývalý východoněmecký fotbalista, záložník.

## Fotbalová kariéra
Ve východoněmecké oberlize hrál za 1. FC Magdeburg. Nastoupil ve 380 ligových utkáních a dal 44 gólů. S 1. FC Magdeburg získal třikrát mistrovský titul a šestkrát východoněmecký fotbalový pohár. V Poháru mistrů evropských zemí nastoupil v 8 utkáních a dal 1 gól, v Poháru vítězů poháru nastoupil ve 30 utkáních a dal 4 góly a v Poháru UEFA nastoupil v 19 utkáních. V roce 1974 vyhrál s 1. FC Magdeburg Pohár vítězů pohárů. Za reprezentaci Východního Německa (NDR) nastoupil v letech 1972–1975 v 19 utkáních. Byl členem týmu na Mistrovství světa ve fotbale 1974, nastoupil v utkání proti Chile. V roce 1972 byl členem bronzového týmu na LOH 1972 v Mnichově, nastoupil ve 4 utkáních.

## Ligová bilance
| Ročník           | Zápasy | Góly | Klub                |
| ---------------- | ------ | ---- | ------------------- |
| I. liga 1963/64  | 2      | 0    | SC Aufbau Magdeburg |
| I. liga 1964/65  | 17     | 0    | SC Aufbau Magdeburg |
| I. liga 1965/66  | 22     | 1    | 1. FC Magdeburg     |
| II. liga 1966/67 | 23     | 4    | 1. FC Magdeburg     |
| I. liga 1967/68  | 19     | 4    | 1. FC Magdeburg     |
| I. liga 1968/69  | 26     | 6    | 1. FC Magdeburg     |
| I. liga 1969/70  | 25     | 4    | 1. FC Magdeburg     |
| I. liga 1970/71  | 25     | 4    | 1. FC Magdeburg     |
| I. liga 1971/72  | 26     | 4    | 1. FC Magdeburg     |
| I. liga 1972/73  | 26     | 6    | 1. FC Magdeburg     |
| I. liga 1973/74  | 26     | 3    | 1. FC Magdeburg     |
| I. liga 1974/75  | 26     | 3    | 1. FC Magdeburg     |
| I. liga 1975/76  | 26     | 4    | 1. FC Magdeburg     |
| I. liga 1976/77  | 26     | 3    | 1. FC Magdeburg     |
| I. liga 1977/78  | 26     | 0    | 1. FC Magdeburg     |
| I. liga 1978/79  | 26     | 2    | 1. FC Magdeburg     |
| I. liga 1979/80  | 22     | 0    | 1. FC Magdeburg     |
| I. liga 1980/81  | 14     | 0    | 1. FC Magdeburg     |
| CELKEM I. liga   | 380    | 44   |                     |